# Возможно, завтра
«Возможно, завтра» (укр. Можливо, завтра) — советский фильм в жанре военной тематики, созданный Дмитрием Дальским и Людмилой Снежинской в 1931 году на студии «Украинфильм».

## Сюжет
О готовности советского народа отразить нападение любого врага.
Конец 1920-х годов. Капиталистический мир охвачен кризисом. На складах Нью-Йорка, Лондона, Парижа, Берлина горы непроданных товаров. Пустуют роскошные универмаги столиц. Растет безработица. На улицы выходят колонны демонстрантов, требующих работы и хлеба. Полиция пускает в ход слезоточивые газы. Только военные заводы работают с полной нагрузкой.
Фашисты развязывают войну против Советского Союза. Нападение врага прерывает мирный труд советских людей. Сотни ударников производства вступают в Красную Армию. На фронт уходят красноармейские части, колонны танков, отряды народного ополчения. Над советским городом появляются самолеты врага, вздымаются черные разрывы бомб. По улицам движутся скорбные похоронные процессии первых жертв войны. В конце фильма на экране появляется рабочий, обращающийся к зрителям с призывом быть готовым к войне, которая ещё не наступила, но, «возможно, завтра» наступит.

## Съёмочная группа
- Сценаристы и режиссёры — Дмитрий Дольский, Людмила Снежинская
- Звукооператоры — О. Золотницький, М. Правдолюбов
- Оператор — Владимир Окулич
- Художник — Семён Мандель
- Композитор — Олесь Чишко
- Редактор — Николай Бажан
- Актёры — Петер Гольм, Альберт Венор, София Смирнова, Мария Сидорова, Степан Шкурат, А. Кернер, Арсений Куц, Борис Карлаш-Вербицкий[1]

## Показ
На экраны Советского Союза фильм не вышел в прокат, поскольку после основания организации «Совкино» была введена строгая цензура по политическим или идеологическим соображениям, однако он демонстрировался в воинских частях для поднятия духа бойцов.
В 2022 году фильм был найден и опубликован в свободный доступ.